# 내고향 스페셜 (대전방송)
《내고향 스페셜》은 대전과 세종 충남지역에서 내고향 소식과 발빠르게 전하는 TJB에서 방송되었던 시사교양 프로그램이다.

## 기획 의도
각 지역의 문화와 다양한 이야기들을 전달하는 시사교양 프로그램이다.

## 진행자
- 권기호 아나운서

## 역대 진행자
- 이명숙 아나운서
- 이승현 아나운서
- 진미선 아나운서
- 김윤정 아나운서
- 조윤경 아나운서

## 방송 시간
| 방송 채널 | 방송 기간                          | 방송 시간                            | 방송 분량 |
| --------- | ---------------------------------- | ------------------------------------ | --------- |
| TJB       | 2011년 4월 14일 ~ 2013년 4월 4일   | 매주 목요일 오후 3시 10분 ~ 4시      | 50분      |
| TJB       | 2013년 4월 14일 ~ 2014년 12월 28일 | 매주 일요일 오전 6시 10분 ~ 7시 10분 | 1시간     |
| TJB       | 2015년 1월 7일 ~ 2015년 8월 26일   | 매주 수요일 낮 12시 45분 ~ 1시 45분  | 1시간     |